# Anton Vătășescu

Afișe electorale ale candidaților Anton Vătășescu (USD) și Ilie Năstase (PDSR) (1996)

Anton Gheorghe Vătășescu (n. 27 iulie 1939, Slatina, Olt, România – d. 18 septembrie 2023) a fost un inginer, profesor universitar și politician român.

## Biografie
Anton Vătășescu s-a născut în Slatina, la 27 iulie 1939. A studiat la Facultatea de Electronică și Telecomunicații din București. Ulterior a fost manager la IPRS Băneasa și profesor la Facultatea de Electronică.
După revoluția din decembrie 1989, el a fost ministru al industriei electrotehnicii, al electronicii și informaticii (29 decembrie 1989 – 28 martie 1990), iar apoi a deținut funcția de viceprim-ministru în primul guvern provizoriu (28 martie 1990 – 28 iunie 1990). În guvernul Petre Roman (2) a preluat funcția de ministru de stat, însărcinat cu activitatea industrială și comercială. În luna martie 1991 Anton Vătășescu și Theodor Stolojan, minstrul de finanțe, și-au dat demesia.
La scurt timp după aceea, Vătășescu a devenit ambasador în Franța. A fost rechemat din calitatea de ambasador în 1994. În anul 1996 a devenit membru al Partidului Democrat și a decis să candideze la postul de primar general al Bucureștiului. La alegeriile locale din București a ajuns în primul tur pe locul trei cu 8,19 % din voturi. Ulterior, a fost viceprimar al Capitalei până în 1998.

## Lucrări
Anton Vătășescu a fost autor și coautor al mai multor cărți de specialitate.
- Emanuel Vasiliu, Gh. Goga, Anton Vătășescu, Tuburi electronice și dispozitive semiconductoare, Editura Tehnică, București, 1964.
- Anton Vătășescu, Heinrich Sinnreich, Circuite cu semiconductoare în industrie – Amplificatoare și oscilatoare, Editura Tehnică, București, 1971.
- Anton Vătășescu, Dispozitive semiconductoare – Manual de utilizare, Editura Tehnică, București, 1975.
- Anton Vătășescu, Circuite integrate liniare – Manual de utilizare, vol. 1, Editura Tehnică, București, 1979.
- Anton Vătășescu, A. Hartular , Mircea Bodea, Circuite integrate liniare – Manual de utilizare, vol. 2, Editura Tehnică, București, 1980.
- Radu Râpeanu, Anton Vătășescu, Mircea Bodea, Circuite integrate liniare – Manual de utilizare, vol. 3, Editura Tehnică, București, 1984.
- Anton Vătășescu, Mircea Bodea, Circuite integrate liniare – Manual de utilizare, vol. 4, Editura Tehnică, București, 1985.